# Rödsotvirus

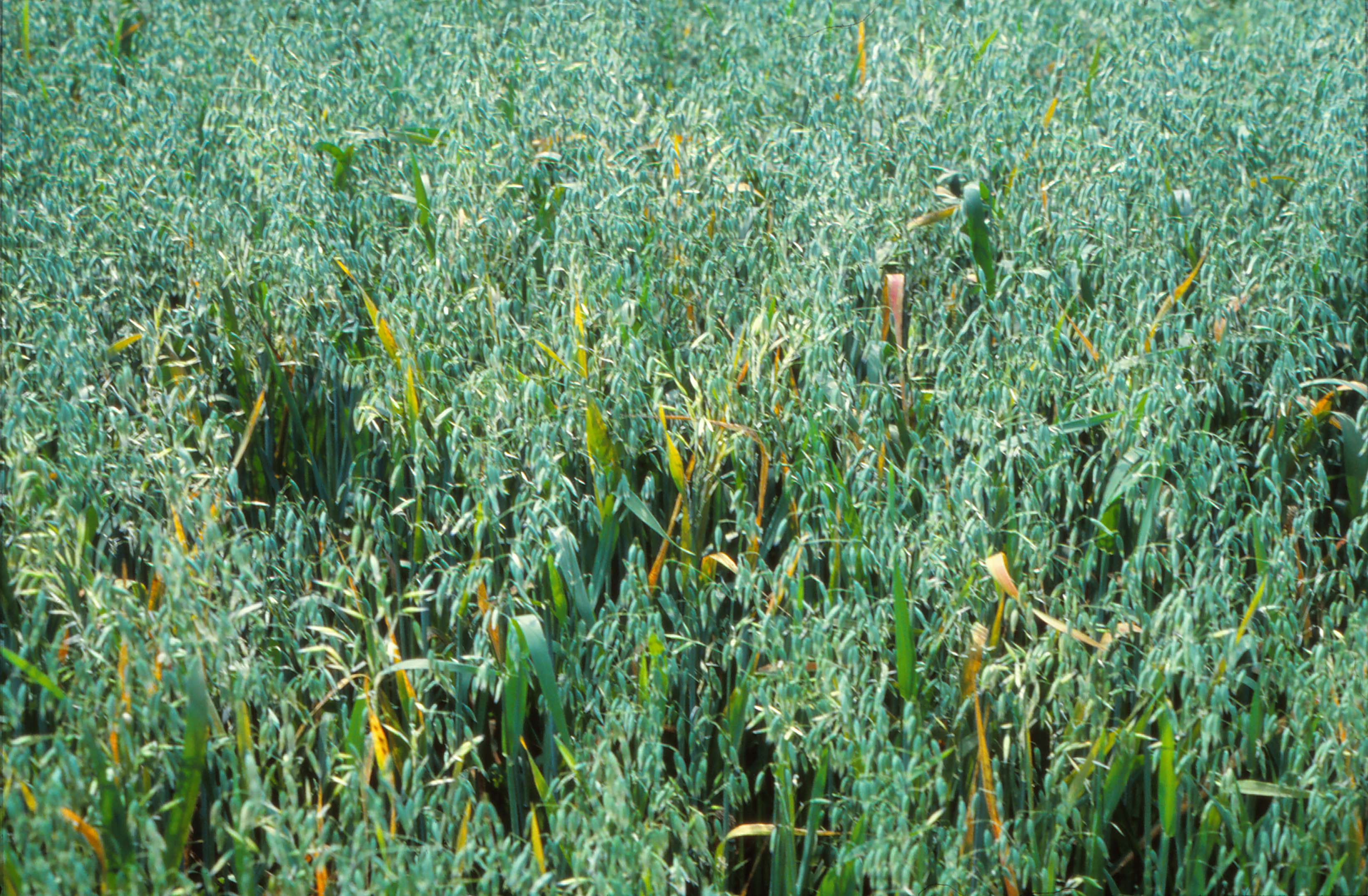
Rödsotvirus

Rödsotvirus är ett virus som framförallt drabbar havre och kan ge betydande skördenedsättning.

## Biologi
Det som kännetecknar rödsotvirus i havre är att bladen blir röda i bladspetsarna. Två till tre veckor efter infektion börjar några bladspetsar att gulna. Därefter bildas gulgröna diffusa fläckar på bladspetsen som senare flyter ihop. Sedan övergår det till den rödaktiga färgen. Fläckarna börjar i bladspetsarna och rör sig sedan nedåt i bladet. Det går fortare för färgförändringen i bladkanterna än inne i bladet. 
Rödsotviruset överlever i olika slags gräs i fält, hagar och diken men också i spillplantor i fälten. De nya plantorna infekteras via bladlöss som  havrebladlus eller sädesbladlus som för över viruset ifrån de smittade plantorna till de friska. Detta sker efter att bladlössen har sugit saften ifrån de plantor som har viruset till att få med sig viruset för att sedan infektera de friska plantorna när de ska suga i sig växtsaften.  
Avkastningspotentialen minskar när en gröda har fått rödsotvirus och man får en sämre kärnkvalité. Vid mycket tidig och stor infektion kan kärnskörden bli noll men on infektionen sker vid stråskjutningen kan skörden halveras. Skördenedsättningen kan variera från några procent till 50-80% skördenedsättning. 
Ju tidigare infektionen sker ju större kommer skördeminskningen bli. Vid ett kraftigt angrepp kan det ske att havren inte går i vippa. Plantorna blir små och eftersatta jämfört med friska plantor och rotutvecklingen hämnas. Infekterade plantor uppträder fläckvis och bildar öar i fälten.

## Förekomst
Rödsodvirus förekommer i hela Sverige men är ett större problem på bygder som har mycket vallodling. Bladlössen gynnas om det är en varma och fuktiga förhållanden som det var 2006 och 2014 vilket gjorde att det blev kraftiga angrepp av rödsotvirus. Mycket bladlöss i kombination av tidiga smitta gör att utbrottet av rödsotvrius kan bli stora.

## Bekämpningsåtgärder
För att förebygga rödsotvirus kan man följa rapporteringen av bladlöss, samt göra egna observationer i fälten. Löss kan sprida viruset, så efter bekämpningsreklamationer är det viktigt att man bekämpar löss för att minska deras förekomst i fältet. Dessutom kan man bekämpa ogräs och spillsäd i fältet, då dessa också kan vara smittade med virus.
Ju tidigare man sår grödan, desto större chans är det att plantan kan motstå rödsotsviruset, och att så tidigt är därför en bra förebyggande åtgärd.